# Língua makah
A língua Makah é falada pelo povo Makah. O Makah não é falado mais a primeira língua dessa etnia desde 2002, quando seu último falante nativo fluente morreu. No entanto, ele sobrevive como uma segunda língua, e a tribo Makah está tentando reviver a língua, inclusive através de aulas pré-escolares.. O endônimo da língua Makah É (em sua escrita) qʷi•qʷi•diččaq.
Os Makah residem no extremo noroeste da Península Olympic do estado de Washington no lado sul do Estreito de Juan de Fuca. A língua está intimamente relacionada com a língua Nuu-chah-nulth e com a Ditidath, ambas línguas das Primeiras Nações da costa oeste da Ilha Vancouver no lado norte do estreito, na província canadense de Colúmbia Britânica. Makah é o único membro da família das línguas que é falada nos Estados Unidos.

## Fonologia
Os fonemass Makah são apresentados abaixo no alfabeto Makah; se o símbolo no alfabeto nativo difere do símbolo  IPA, o equivalente IPA será dado entre parênteses.

### Consoantes
|             |             | Labial | Alveolar | Alveolar | Postalveolar | Velar  | Velar    | Uvular | Uvular   | Glotal |
| central     | lateral     | Labial | plana    | labial   | Postalveolar | plana  | labial   |        |          | Glotal |
| ----------- | ----------- | ------ | -------- | -------- | ------------ | ------ | -------- | ------ | -------- | ------ |
| Plosiva     | surda       | p      | t        |          |              | k      | kʷ       | q      | qʷ       | ʔ      |
| Plosiva     | Ejetiva     | p̓ [pʼ] | t̓ [tʼ]   |          |              | k̓ [kʼ] | k̓ʷ [kʷʼ] | q̓ [qʼ] | q̓ʷ [qʷʼ] |        |
| Plosiva     | sonora      | b      | d        |          |              |        |          |        |          |        |
| Africada    | surda       |        | c [ts]   | ƛ [tɬ]   | č [tʃ]       |        |          |        |          |        |
| Africada    | Ejetiva     |        | c̓ [tsʼ]  | ƛ̓ [tɬʼ]  | č̓ [tʃʼ]      |        |          |        |          |        |
| Fricativa   | Fricativa   |        | s        | ł [ɬ]    | š [ʃ]        | x      | xʷ       | x̌ [χ]  | x̌ʷ [χʷ]  |        |
| Approximane | Approximane |        |          | l        |              | y [j]  |          | w      |          |        |

Num aspecto raro entre as línguas do mundo, Makah não tem fonemas nasais, uma característica que compartilha com a vizinha língua dos Quileutes.

### Vogais
As vogais Makah são:
- 5 Curtas (Lax), escritas a, e, i, o, u, pronunciadas [ə], [ɛ], [ɪ], [ɔ], [ʊ]).
- 5 Longas, escritas a•, e•, i•, o•, u• pronunciadas [a], [æ], [i], [o], e [u]).
- 6  Ditongos, escritos ay, oy, ey, iy, aw, uy, pronunciadas [aj], [ɔj], [e], [iː], [aw], [uːj]).

## Morfologia
Como outras línguas wakashanas, Makah inflecciona verbos para evidencialidade, indicando o nível e a fonte do conhecimento do falante sobre uma declaração. Alguns exemplos são mostrados na tabela a seguir:
| Examplo       | Tradução                         | Evidencial                                                                |
| ------------- | -------------------------------- | ------------------------------------------------------------------------- |
| hi•dawʔaƛwa•d | " Eu ouvi dizer que ele achou "  | -wa•t, ouvir dizer                                                        |
| pu•pu•q̓adʔi   | " ele está soprando um apito "   | -q̓adi, auditivo                                                           |
| č̓apaccaqil    | " Parece uma canoa "             | -caqił, evidência visual incerta, como tentar distinguir algo à distância |
| haʔuk̓aƛpi•dic | "Eu vejo que você comeu"         | -pi•t, inferência por evidência física                                    |
| dudu•k̓aƛx̌a•š  | "Ele provavelmente está cantado" | -x̌a•-š, inferência por probabilidade                                      |

Juntamente com esses exemplos, comparem-se as frases correspondentes sem as evidências: hi dadawal, "ele achou"; č̓apac̓, "é uma canoa"; haʔuk̓alic, "você está comendo"; dudu • k̓al, "ele está cantando".
A palavra Makah codifica muita informação; Davidson (2002) descreve a estrutura formal da palavra a seguir.
| base                            | suffixos | aspecto | sufixo periférico | aspecto | sequência clítica |
| palavra não estendida           |          |         | sufixo periférico | aspecto | sequência clítica |
| palavra expandida não estendida |          |         |                   |         | sequência clítica |
| palavra estendida               |          |         |                   |         |                   |

A "palavra não estendida" consiste em uma raiz (a "base"), sufixos lexicais e sufixos aspectuais. Ele carrega o "significado do dicionário" da palavra, enquanto os clíticos representam o que pode ser pensado como "inflexões" para outras categorias gramaticais. :
- Sufixos lexicais: vêm em duas variedades; nuclear, que pode alterar o significado da base ou parte da fala; e restritiva, o que aumenta o significado da base sem alterar a classe de palavras. Os últimos incluem sufixos de localização e direcional.
- Sufixos aspectuais: Embora variem na realização, a palavra estendida pode marcar os seguintes aspectos
Perfeito, Imperfeito, Gradativo, Durativo, Continuado, Repetitivo e Iterativo

A palavra "expandida não ampliada" é formada pela adição de um sufixo periférico, que pode alterar a parte da fala enquanto contém um valor aspectual. Estes sufixos "cruzam" a distinção núcleo / nuclear. A ordem da sequência clítica é a seguinte:
= Diminutivo = Temporal = Causativo = Possessivo = Passivo-Inverso = Tenpo = Modo = Pronominal = Habitual = 3ª Pessoa Plural = Responsivo = "novamente"
Os clíticos pronominais modais são frequentemente combinados, criando um conjunto separado de clíticos pronominais para cada modo. O Makah marca os modos modos indicativo, intencional, citativo, subordinado, inferencial, mirativo, condicional, relativo, interrogativo de conteúdo e interrogativo polar.

## Amostra de texto
Makah, Nuu-chah-nulth e Ditidaht pertencem ao ramo de Nootkan das Wakashan merdionais. As línguas Wakashanas setentrionais são Kwak'wala, Heiltsuk-Oowekyala e  Haisla. São faladas ao norte do território dos Nuu -chah-nulth.
yaša•baq̓aqƛbadax̌ ʔadʔaʔƛ̓ubał kabat̓ap ʔiʔi•x̌ʷaqa•ł ʔuʔu•tax̌su•bač čačabax̌ kabat̓ap qʷa•ʔux̌.
Português
Mais do que qualquer outra coisa, a caça às baleias representa a preparação espiritual e tecnológica do povo Makah e a riqueza da cultura..